# 畝状竪堀

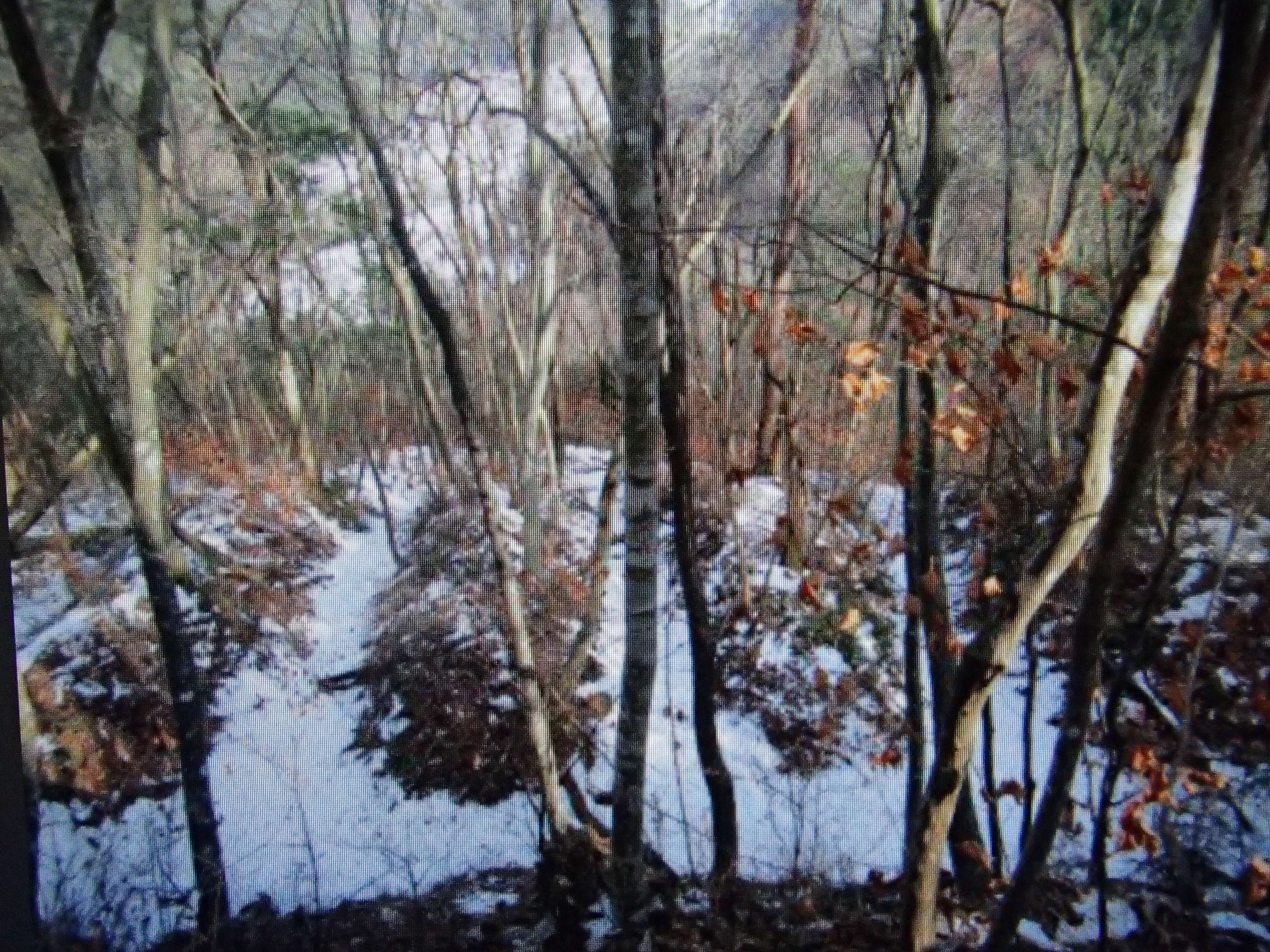
積雪した篠脇城の畝状竪堀(岐阜県郡上市大和町)

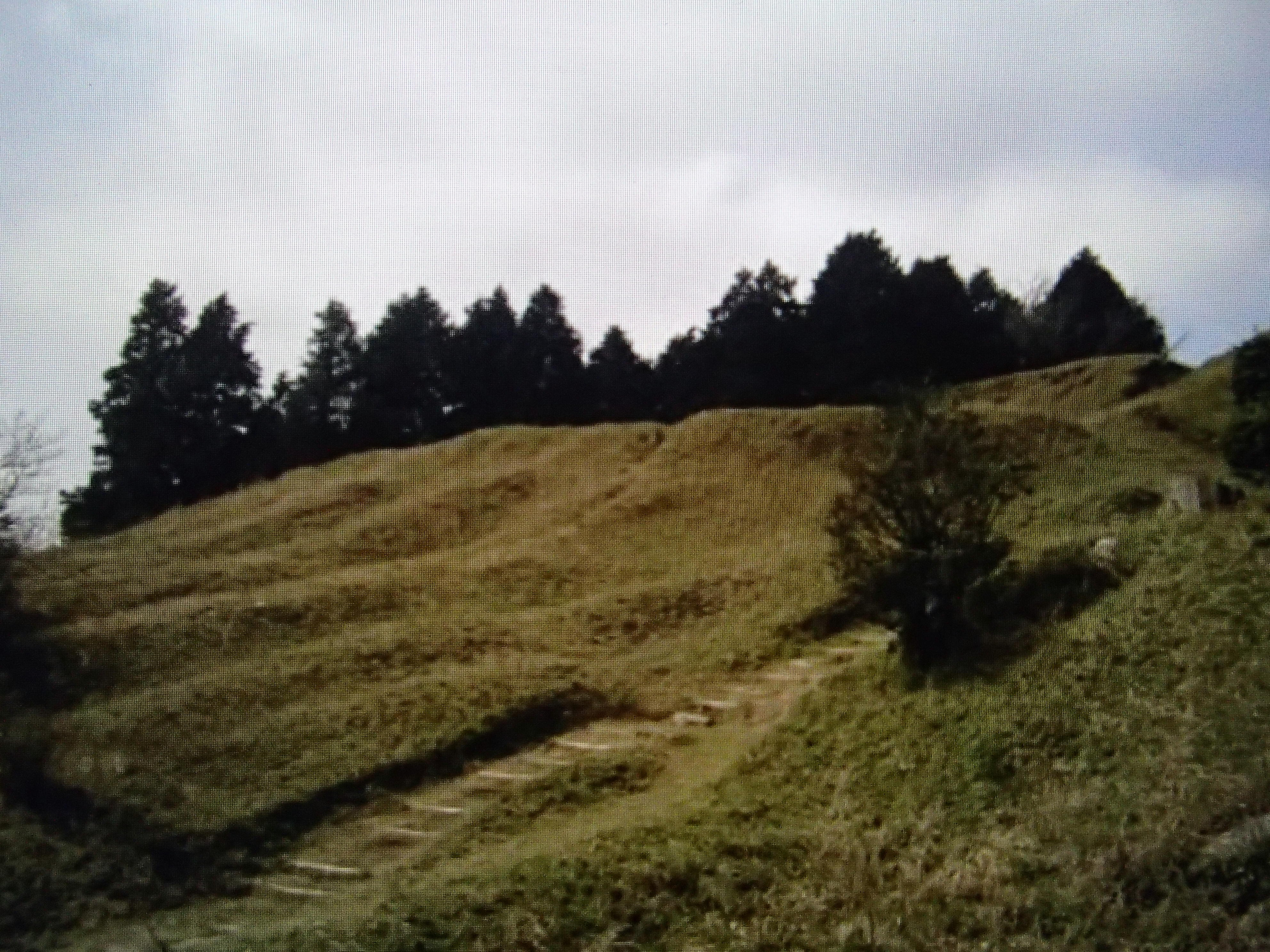
筑後鷹取城の畝状竪堀(福岡県八女市星野村)

畝状竪堀（うねじょうたてぼり）とは、戦国時代に築かれた城の防御設備。1959年に田中寅吉が初めて報告した。
千田嘉博は1989年に畝状空堀群の呼称を選択し、横堀との組み合わせや、堀と土塁の屈曲などをもとに考古学的に分類し、分布とともに全国的な成立過程を検討した
様々な呼び名があり、畝形竪堀、連続空堀群、連続竪堀群、畝状空堀群、畝状竪堀群、多重防御遺構、畝状阻塞、畝状阻障、特異施設など、複数の呼び名がある。この記事では、便宜的に畝状竪堀を使用する。

## 構造と目的
畝状竪堀の構造は、土塁と竪堀（空堀）が交互に隣り合っている。
空堀と空堀の間には土塁があり、土塁と土塁の間には空堀がある。
畝状竪堀の目的は、少人数で城を守れるようにするため。
土塁と竪堀を連続的に組み合わせると、寄せ手の進入路を堀底道だけに制限して曲輪の周りをキルゾーンにする効果がある。
畝状竪堀は、係争地域の境目の城で、敵の進撃路に面する側に築かれることが多い。

## 呼称
斜面上に築かれると連続竪堀と呼ばれ、尾根・台地上に築かれると、連続堀切・連続空堀と呼ばれる。江戸時代以前には、次の名称があった。
- 竪堀： 諸国古城之図の長谷山城（兵庫県たつの市・相生市）
- タツホリ： 古戦古城之図の古処山城（福岡県朝倉市）
- 立堀： 古戦古城之図の長尾城（福岡県朝倉市）

現在でも、次の呼称が残っている。
- てくのぼり： 岩屋城 - 美作国（現・岡山県津山市）
- 臼の目堀： 篠脇城 - 美濃国（現・岐阜県郡上市）
- ささぎ薙： 一乗谷城 - 越前国（現・福井県福井市）

## 分布

### 九州北部

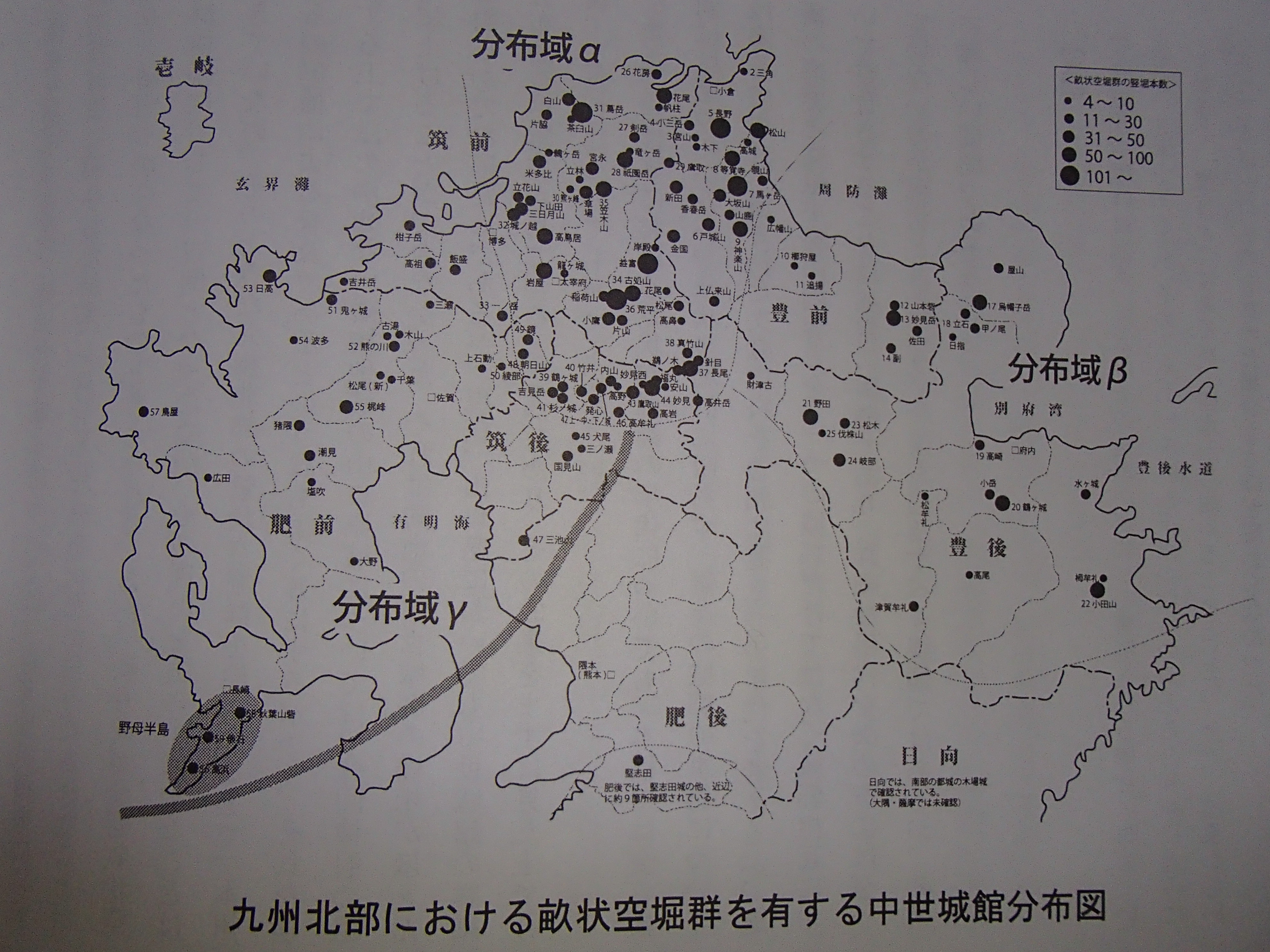
九州北部の畝状竪堀の分布

国人領主の秋月氏が畝状竪堀を積極的に建設したので、九州北部（筑前国中東部・豊前国西部・筑後国北部）は、畝状竪堀がある城が密集する。なかでも長野城（豊前国）・馬ヶ岳城・益富城・荒平城・蔦ヶ岳城は、畝状竪堀の堀数が100本を超えている。
秋月氏の本拠地である古処山城・荒平城・益富城や、秋月氏の同盟勢力である一万田系高橋氏・豊前長野氏・星野氏・城井氏と敵対する勢力との境目地域には、畝状竪堀の堀数が多い城がある。

### 他の地域
東国においては、日本海側、特に新潟県・山形県・秋田県・長野県などの地域で畝状竪堀をもつ城が多い。一方、東海地方・関東地方・東北地方の太平洋側・北海道地方には少ない。また、織豊系城郭・アイヌのチャシは、畝状竪堀を積極的に築いていない。
各旧国内の城の総数に対する、畝状竪堀がある城の比率は、次表のとおりである。
| 国名                         | 割合  | 出典         |
| ---------------------------- | ----- | ------------ |
| 越後国（現・新潟県）         | 12.0% | [ 9 ] [ 10 ] |
| 筑前国（現・福岡県北西部）   | 11.8% | [ 注 2 ]     |
| 大和国（現・奈良県）         | 約10% | [ 12 ]       |
| 備後国（現・広島県東部）     | 9.3%  | [ 13 ]       |
| 安芸国（現・広島県西部）     | 8.5%  | [ 13 ]       |
| 土佐国（現・高知県）         | 7.1%  | [ 注 3 ]     |
| 出羽国（現・秋田県、山形県） | 3.5%  | [ 要出典 ]   |